# Sierra Buttes
Sierra Buttes je hora v severní části pohoří Sierra Nevada, v Sierra County, na severovýchodě Kalifornie.
S nadmořskou výškou 2 618 metrů je nejvyšší horou nejsevernější části Sierry Nevady. Zubatý vrchol hory je dobře viditelný z dalekého okolí.
Vrchol hory leží necelé 4 kilometry severně od Kalifornské státní silnice číslo 49. Sierra Buttes leží východně od vodní nádrže Oroville a severozápadně od jezera Tahoe, na území národního lesa Tahoe National Forest.
Západně od vrcholu hory se nachází přístupná malá rozhledna nebo spíše vyhlídková věž.